# Oleksandr Bilostinnyj
Oleksandr Mychajlovytsj Bilostinnyj (Oekraïens: Олександр Михайлович Білостінний, Russisch: Александр Михайлович Белостенный) (Odessa, 24 februari 1959 – Trier, 24 mei 2010) was een Oekraïens basketballer die uitkwam voor het basketbalteam van de Sovjet-Unie en het Gezamenlijk team. Hij kreeg de Onderscheiding Meester in de sport van de Sovjet-Unie (1988). Hij kreeg de Orde van Verdienste derde klasse in 2002.

## Carrière
Bilostinnyj maakte van 1977 tot 1992 deel uit van het nationale basketbalteam van de Sovjet-Unie, met uitzondering van het Europees kampioenschap in 1987. Als speler van het Sovjet team, won Bilostinnyj drie gouden medailles op het Europese kampioenschappen van 1979, 1981, 1985 en een op de Olympische Spelen in 1988. Hij won op de wereldkampioenschappen, een gouden (1982) en drie zilveren (1978, 1986, 1990) medailles. In 1984 won hij goud op de Vriendschapsspelen, en toernooi dat werd gehouden voor landen die de Olympische Spelen van 1984 boycotten. Bilostinnyj speelde het langst voor Stroitel Kiev waarmee hij in 1989 kampioen van de Sovjet-Unie werd. In het laatste jaar van zijn carrière speelde hij voor het Duitse HERZOGtel Trier. Met Trier speelde hij ook in de Korać Cup.
Oleksandr Bilostinnyj overleed op 24 mei 2010 aan longkanker.

## Erelijst
- Landskampioen Sovjet-Unie: 2
  - Winnaar: 1980, 1989
  - Tweede: 1977, 1979, 1981, 1982
  - Derde: 1983, 1984, 1988
- Copa del Rey de Baloncesto: 1
  - Winnaar: 1990
- Olympische Spelen: 1
  - Goud: 1988
  - Brons: 1980
- Wereldkampioenschap: 1
  - Goud: 1982
  - Zilver: 1978, 1986, 1990
- Europees kampioenschap: 3
  - Goud: 1979, 1981, 1985
  - Zilver: 1977
  - Brons: 1983, 1989
- Goodwill Games:
  - Zilver: 1986
- Vriendschapsspelen: 1
  - Goud: 1984